# Knolzijdeplant
De knolzijdeplant (Asclepias tuberosa) is een vaste plant uit de maagdenpalmfamilie. De soort komt oorspronkelijk uit Noord-Amerika. Hij is te vinden op zonnige tot half beschaduwde locaties in ruderaal terrein zoals bij wegen, vaak op ingedroogde oppervlakken zoals, leem, zand, kalksteen en klei. De bloeitijd is juni tot augustus.

## Kenmerken

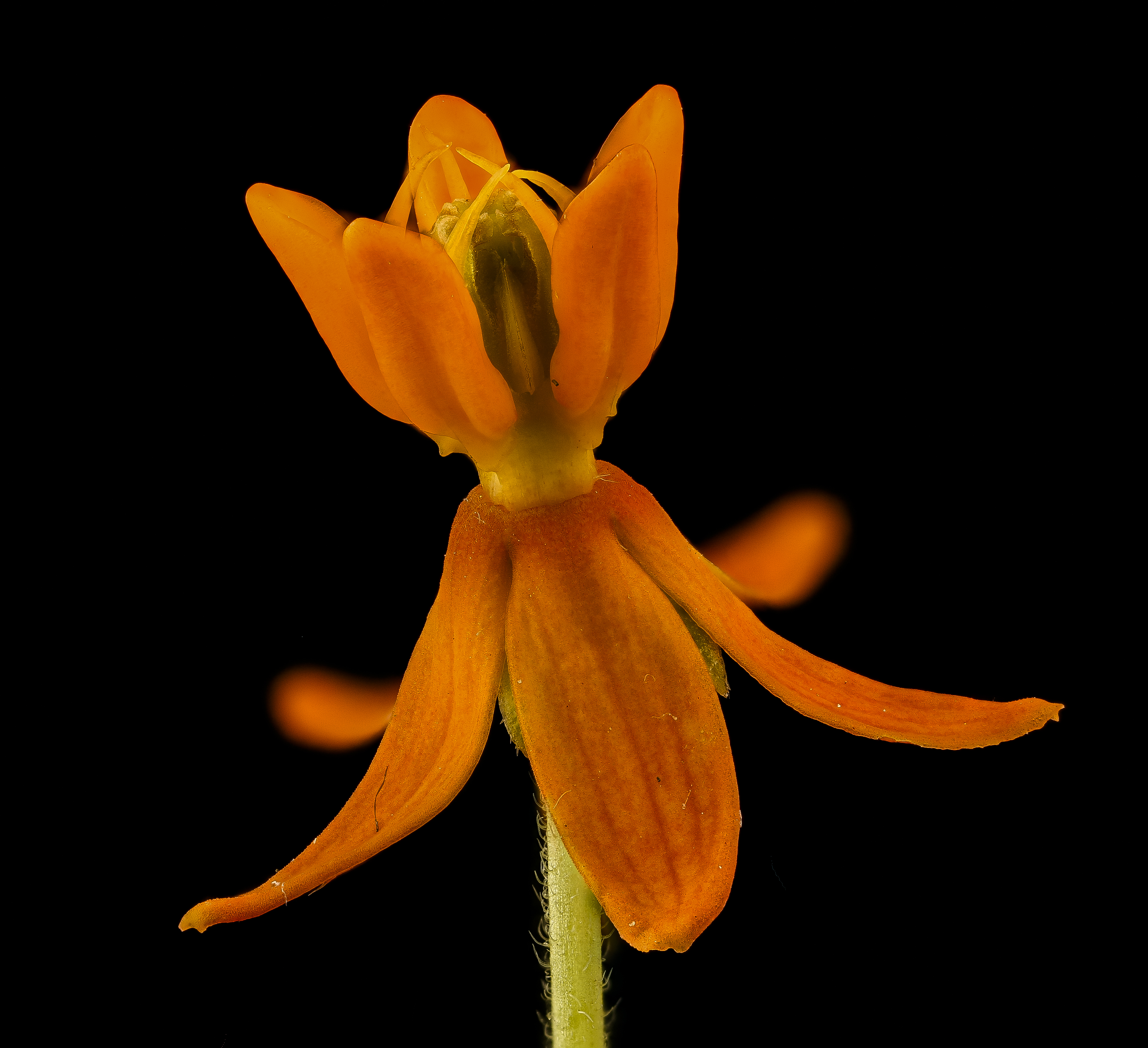
De naar achteren gebogen lobben bepalen de diameter van de bloem.

De plant bereikt een maximale hoogte van 60 centimeter, soms pas na vier jaar. Het is een hoge, rechtopstaande plant met lancetvormige, groene bladeren. De bloemetjes zijn schermvormig en groeien aan het einde van de takjes. De meeste planten bloeien oranje, maar het spectrum loopt van warm geel tot rood.
De bloemkroon heeft coronale lobben, maar ook achterwaarts wijzende lobben. Die laatste zijn het grootst, 7 tot 8 millimeter lang. Als deze naar buiten gebogen zijn, bepalen ze de diameter van de bloem, die maximaal 1 cm bedraagt. De coronale lobben zijn rechtopstaand, langwerpig-lancetvormig, kapvormig en 4 tot 5 mm lang. De bloem levert grote hoeveelheden nectar en is in trek bij vlinders.
Het gynostegium (vergroeid geslachtsorgaan) is meestal oranje, zelden geel en groeit aan een steeltje van 2 mm lang en 1,5 mm in diameter.
De Asclepiadaceae worden in het Engels milkwood genoemd, maar de knolzijdeplant heeft juist niet het plakkerige, melkachtige sap waar die naam naar verwijst. De plant is aangepast aan droogte en slaat vocht en voedingsstoffen op in een grote penwortel.
Het basischromosoomgetal is n = 11.

## Habitat en verspreiding
In Noord-Amerika loopt het verspreidingsgebied van het zuidoosten van Canada (Quebec en Ontario) tot het noorden van Mexico. Op het vasteland van de Verenigde Staten groeit Asclepias tuberosa in de meeste staten, maar niet in Nebraska en niet in de noordwestelijke en noordelijke staten Alaska,  Washington, Oregon, Idaho, Nebraska, Montana en North Dakota.
In Nederland komt de plant anno 2022 adventief voor en is hij zeer zeldzaam.

## Interactie met mens en dier
Inheemse Amerikanen en immigranten uit Europa gebruikten de gekookte wortels om diarree en aandoeningen van de luchtwegen te behandelen. Op de zaaddozen groeien vezels die gesponnen werden om kaarsenpitten mee te maken.
De hele plant is licht giftig en moet niet in grote hoeveelheden gegeten worden. Gekookt zijn de jonge zaaddozen eetbaar als het kookvocht meerdere malen ververst wordt; het resultaat is vergelijkbaar met okra. Voor jonge kinderen en zwangere of zogende vrouwen wordt het gebruik afgeraden.
In het Engels heet de plant butterfly weed, 'vlinderkruid', naar de vele vlinders die op de overvloedige nectar afkomen. Ook de bekende monarchvlinder bezoekt de plant, maar geeft de voorkeur aan giftigere soorten omdat haar rupsen zich met het gif uit waardplanten beschermen tegen vraat en predatie.

## Foto's

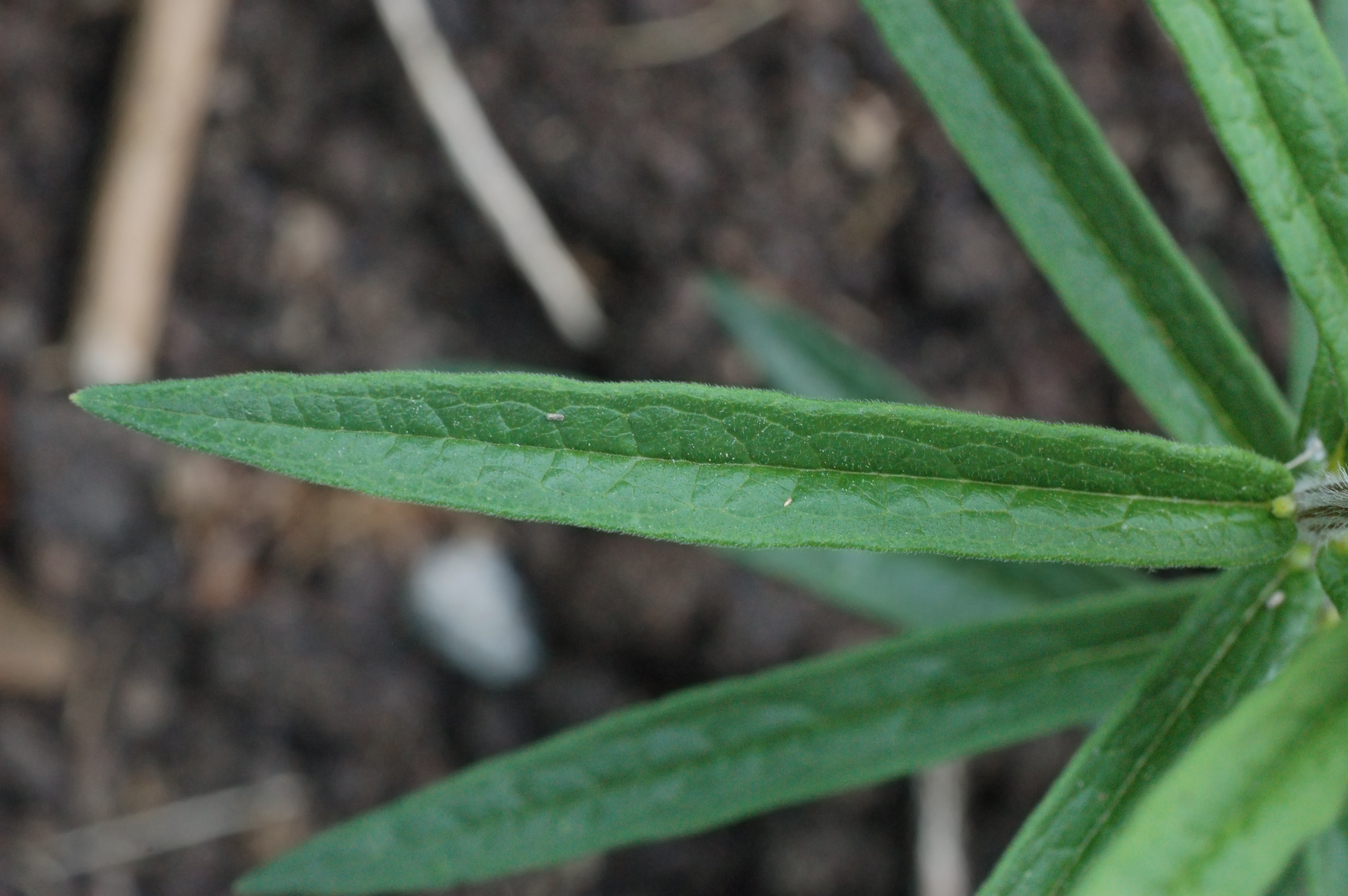
Jong blad
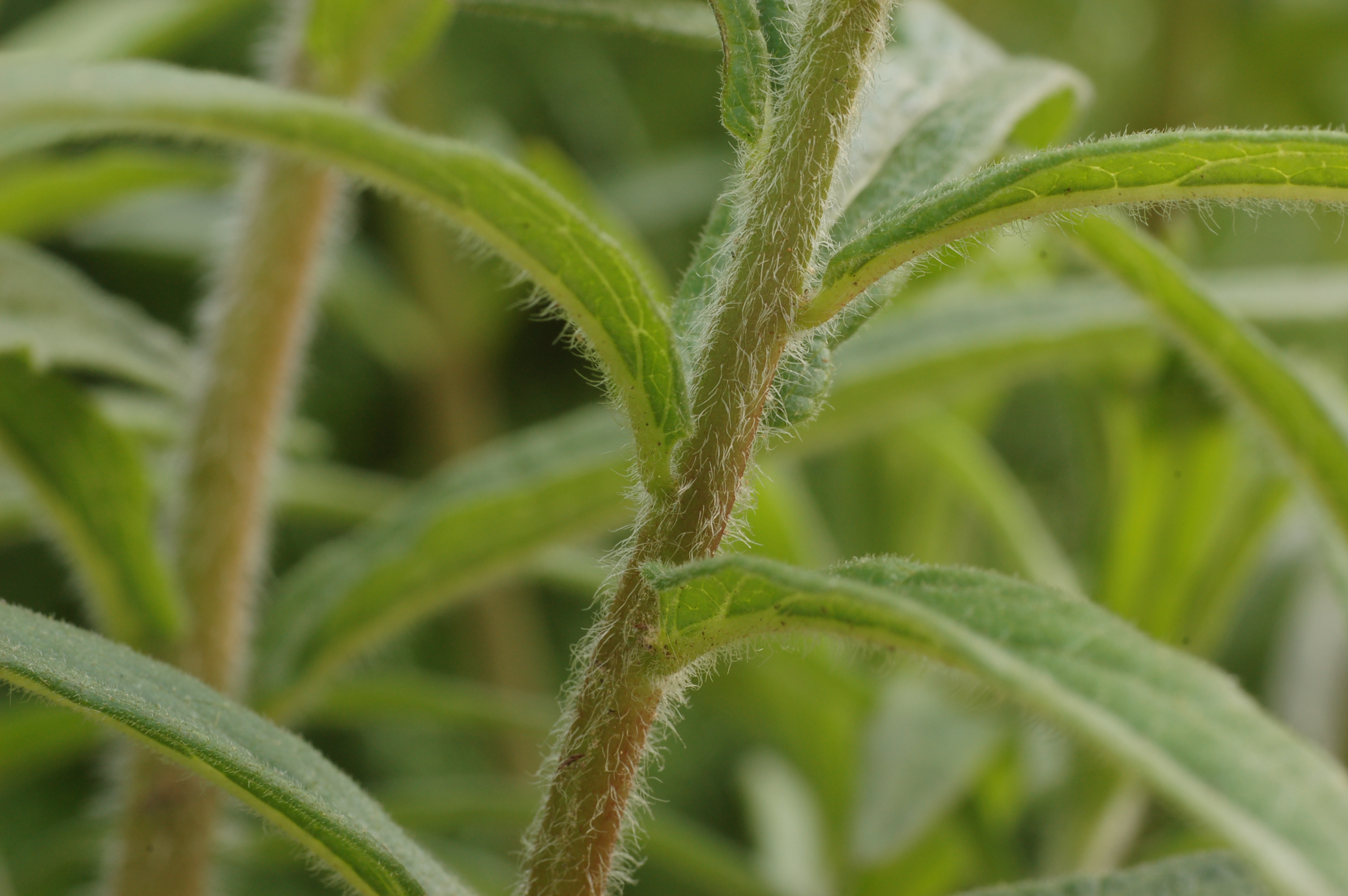
Harige stengel
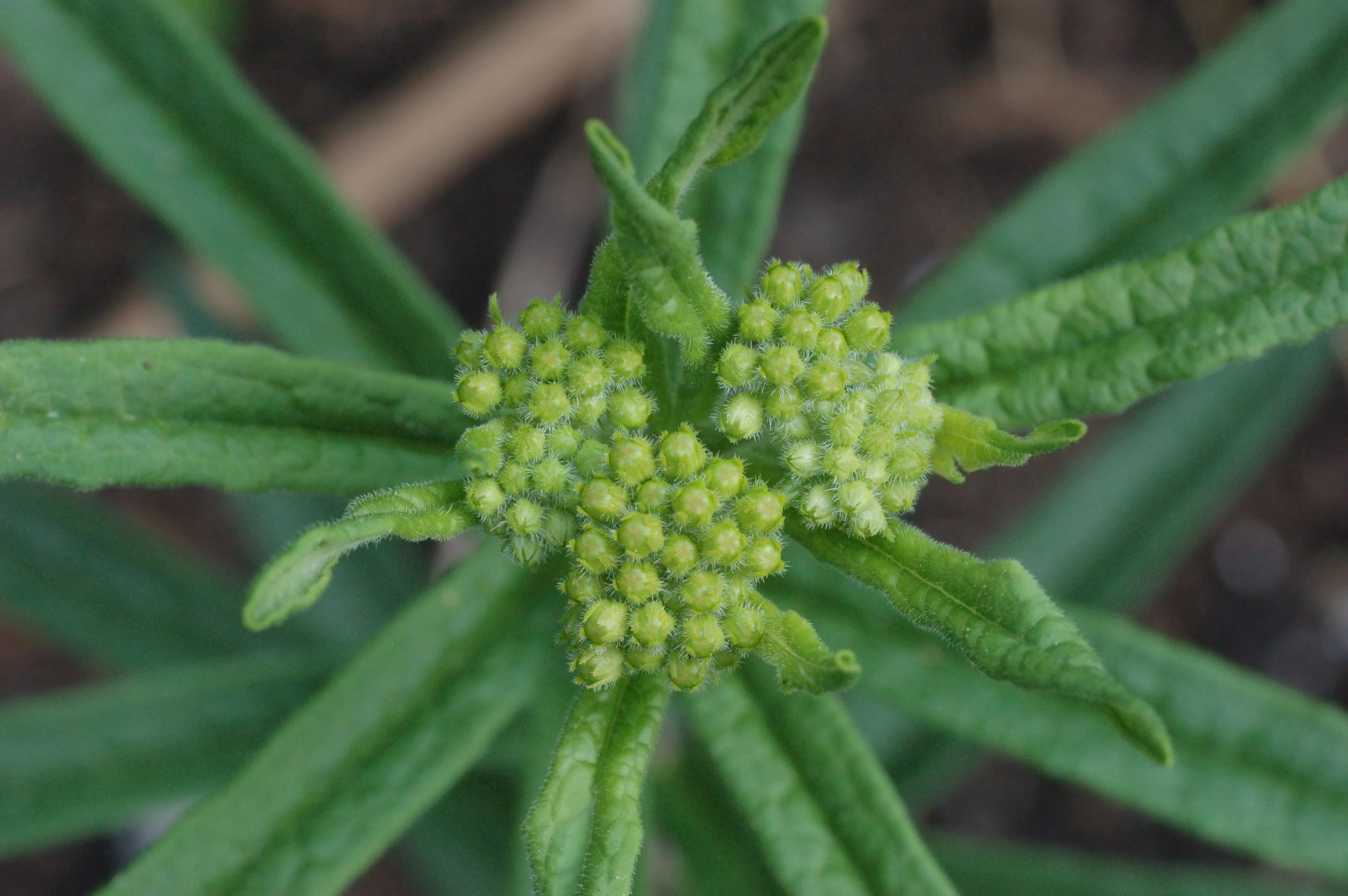
Opkomende bloemhoofd
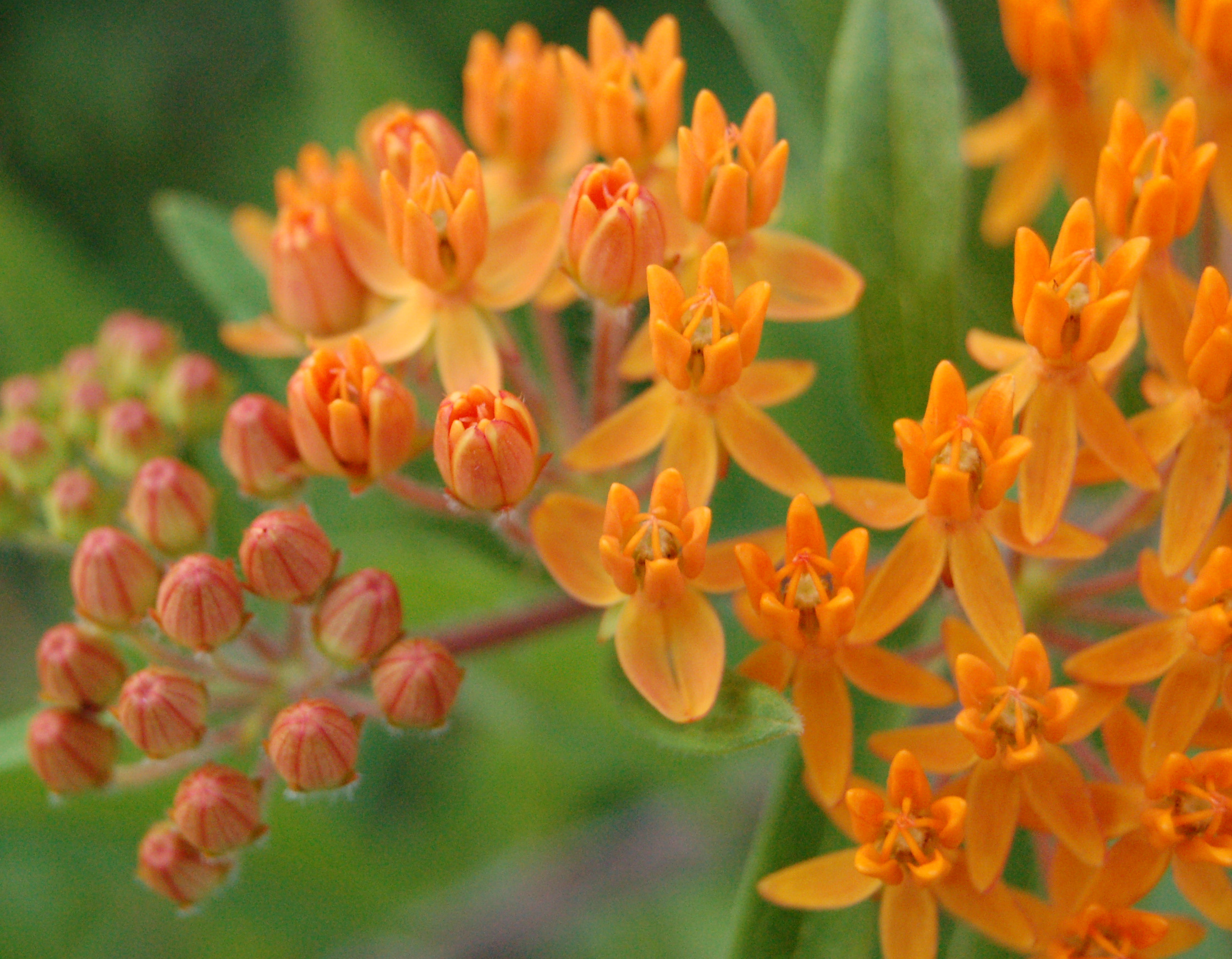
Close-up van geopende en ongeopende bloemen
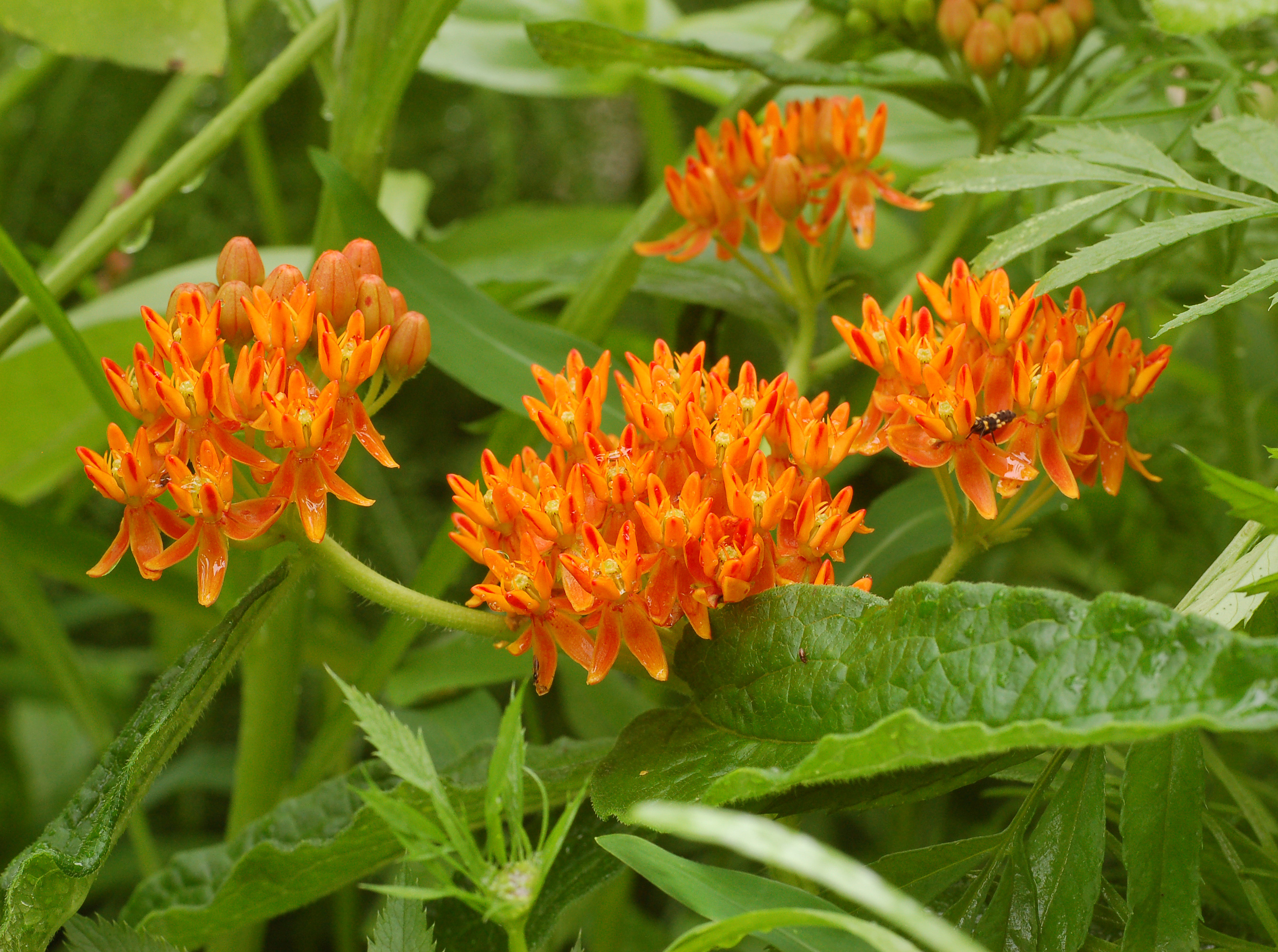
Gestreepte bloemen
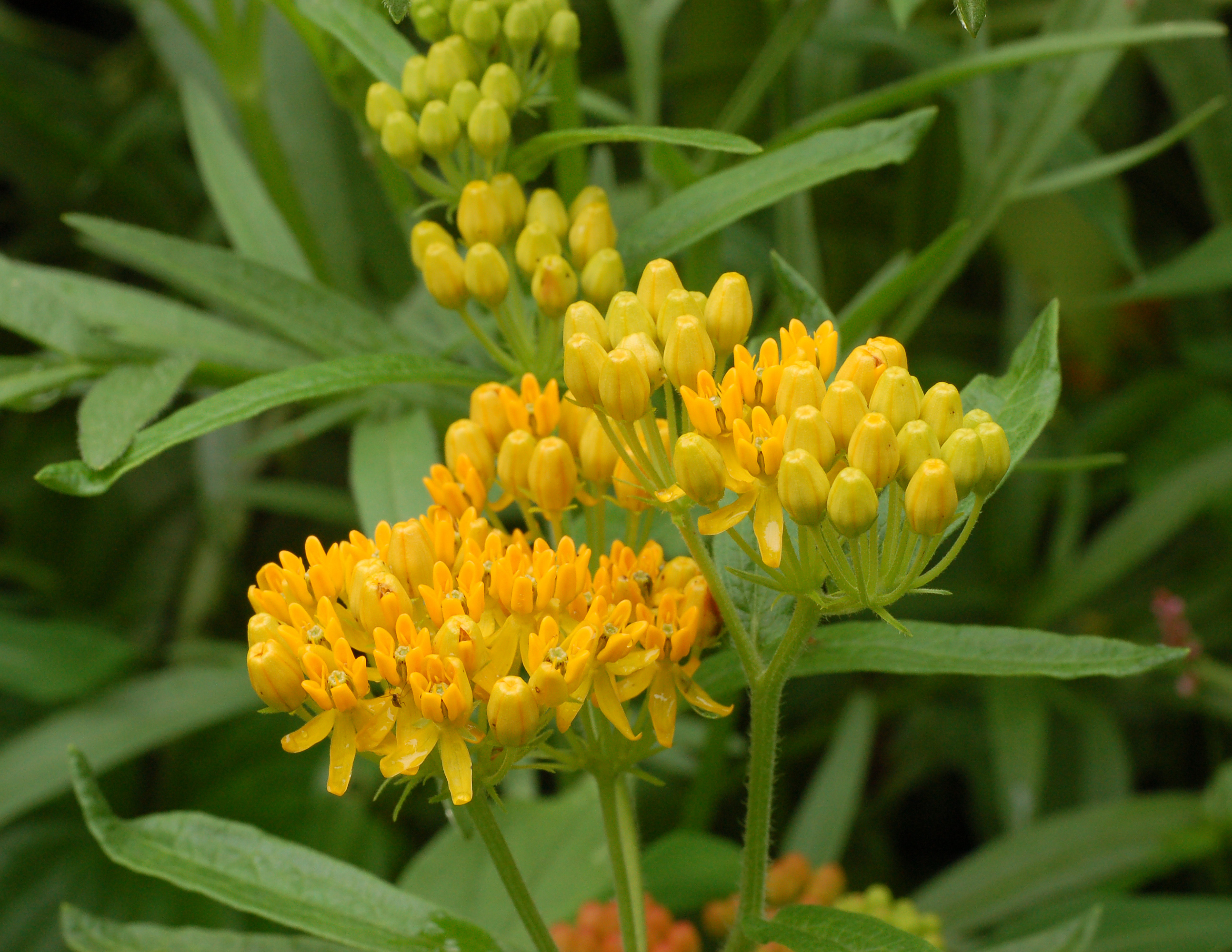
Gele bloemen
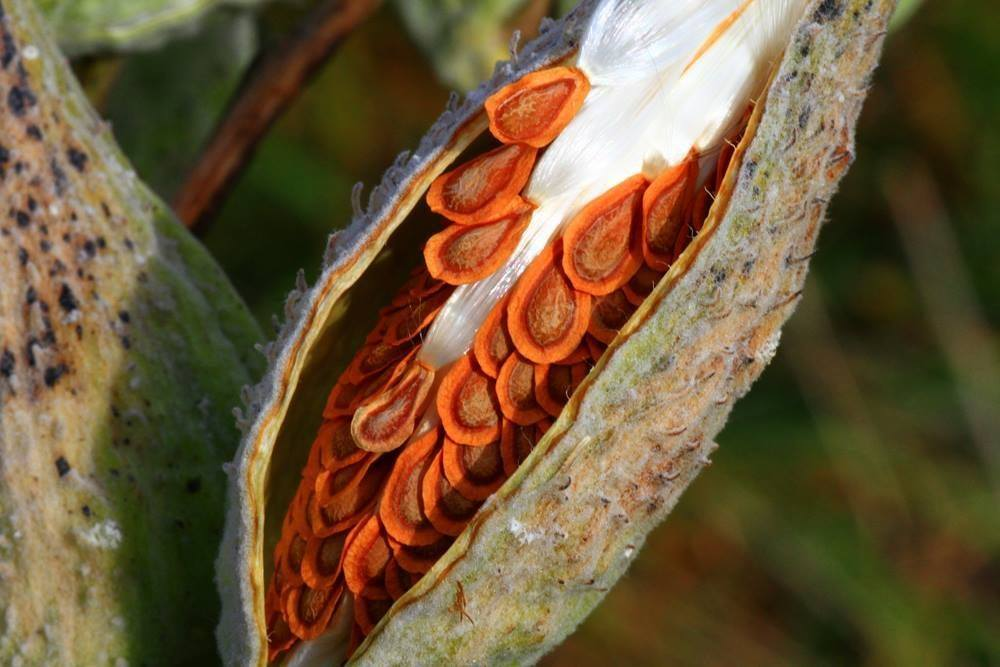
Zaad